# Wilhelm Fischel

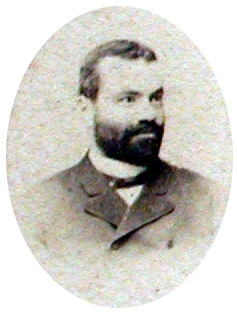
Wilhelm Fischel

Wilhelm Fischel (* 24. September 1851 in Prag; † 12. August 1910 ebenda) war ein böhmischer Gynäkologe.

## Leben
Fischel studierte Medizin an der Universität Prag, wo er auch beim Corps Austria aktiv war. 1876 wurde er promoviert. Als Assistent arbeitete er bei Edwin Klebs am Pathologisch-anatomischen Institut und bei August Breisky an der Geburtshilflich-gynäkologischen Klinik. 1883 wurde er für Geburtshilfe und Gynäkologie habilitiert. Er wurde Leiter des Gynäkologischen Ambulatoriums der Universitäts-Poliklinik.
Wilhelm Fischel beschrieb als erster die nach ihm benannte Fischel-Ektopie. Das ist ein bei 30–50 % der weiblichen Neugeborenen vorkommendes harmloses Epithel aus dem Zervikalkanal.

## Schriften (Auswahl)
- Ein Beitrag zur Histologie der Erosionen der Portio vaginalis uteri, in: Archiv für Gynäkologie, Bd. 15, H. 1, Februar 1880, S. 76–91
- Beiträge zur Morphologie der Portio vaginalis uteri, in: Archiv für Gynäkologie, Bd. 18, H. 3, Oktober 1881, S. 433–444